# 8610 Goldhaber
8610 Goldhaber (1977 UD) là một tiểu hành tinh vành đai chính.